# Faith Wood-Blagrove
Faith Emily Wood-Blagrove (* 2004 in Reading, Berkshire) ist eine britische Schauspielerin, die für ihre Rolle in Phantastische Tierwesen und wo sie zu finden sind bekannt ist. Sie wurde im Sommer 2015 im Rahmen eines öffentlichen Casting-Aufrufs ausgewählt und am 5. August 2015 offiziell bestätigt. Die Rolle war ihr Schauspieldebüt.